# Montcalm (крейсер)
Монткальм (фр. Montcalm) — військовий корабель, легкий крейсер типу «Ла Галісоньєр» військово-морського флоту Франції.
Монткальм був закладений 15 листопада 1933 на верфі кампанії Société Nouvelle des Forges et Chantiers de la Méditerrané, Ла-Сейн-сюр-Мер (департамент Вар) (Франція) і спущений на воду 26 жовтня 1935. До складу ВМС крейсер увійшов 15 листопада 1937.